# 호세 셀레스티노 무티스

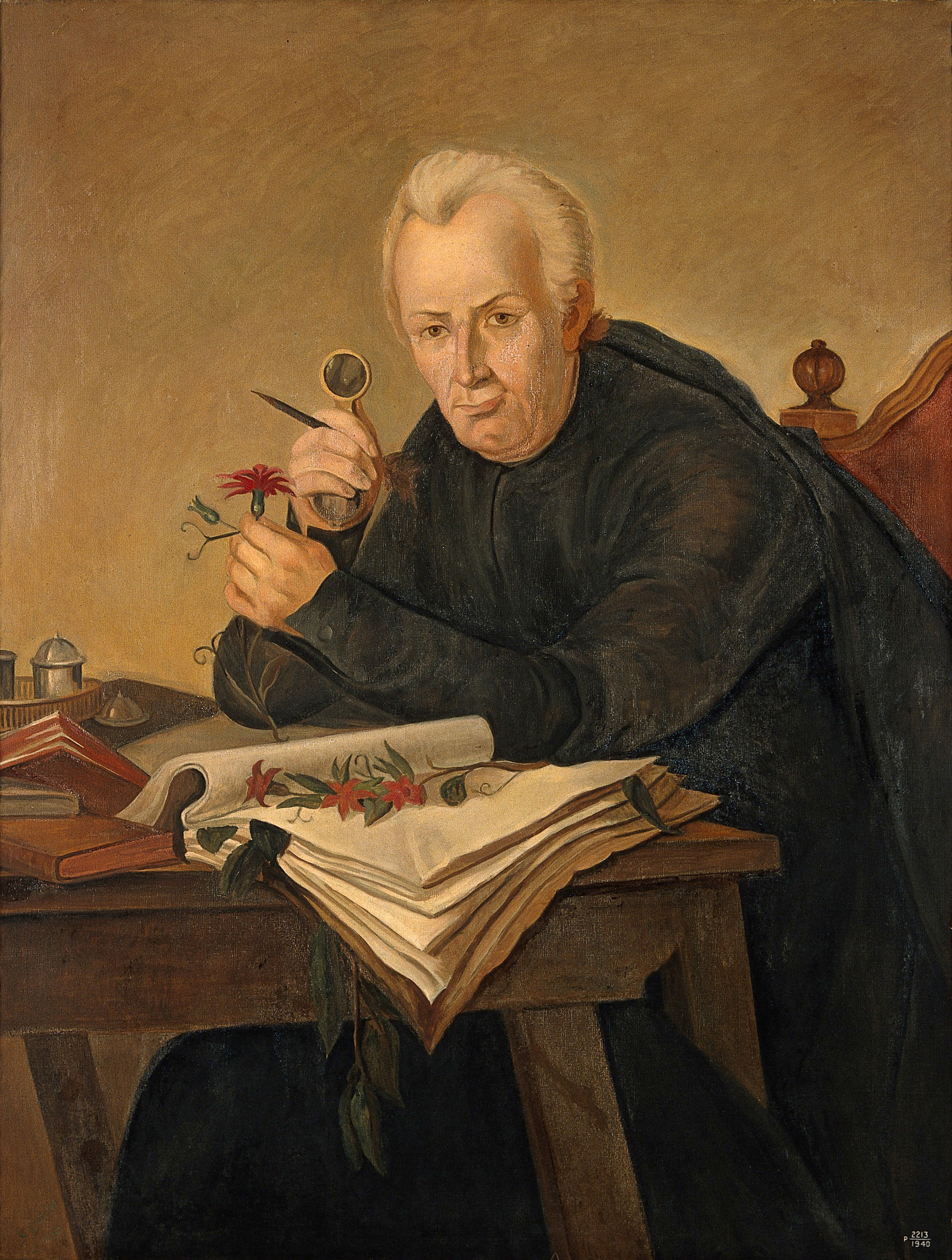
호세 셀레스티노 무티스

호세 셀레스티노 브루노 무티스 이 보시오(스페인어: José Celestino Bruno Mutis y Bosio, 1732년 4월 6일 ~ 1808년 9월 11일)는 스페인의 식물학자이다. 스페인령 아메리카 계몽주의의 중요한 인물로 여겨지고 있으며 독일의 탐험가인 알렉산더 폰 훔볼트가 스페인령 아메리카 탐험 도중에 만난 사람이기도 하다. 또한 18세기 스페인 보편주의 학파의 가장 중요한 작가 가운데 한 사람이기도 하다.

## 생애
안달루시아주 카디스에서 태어나서 호세 셀레스티노 브루노 무티시 보시오라는 이름으로 세례를 받았다. 카디스에 있는 외과대학에 입학하여 의학을 전공했는데 물리학, 화학, 식물학도 전공했다. 1755년 5월 2일에는 세비야 대학교에서 의학을 전공했고 1757년 7월 5일에 의학 박사 학위를 받았다.
1757년부터 1760년까지 마드리드에서 해부학 임시 교수로 근무했고 같은 해에 그는 미가스 칼리엔테스 식물원(현재의 마드리드 왕립식물원)에서 식물학을 계속 전공했다. 또한 천문학, 철학, 수학도 계속 전공했다. 그로부터 3년 뒤에 누에바그라나다 부왕령의 새로운 총독으로 임명된 제5대 베가 데 아르미호 후작 페드로 메시아 데 라 세르다의 개인 의사로 근무하기 위하여 아메리카 대륙으로 떠나게 된다. 무티스는 1760년 9월 7일에 항해를 시작했고 1761년 2월 24일에 콜롬비아 보고타에 도착하게 된다. 그는 1791년까지 대서양 횡단의 긴 여정을 갖던 동안에 목격한 식물들을 연구한 《관찰일기》(Diario de Observaciones)를 집필했다.
부왕령에 도착한 무티스는 식물학에 집중하여 약초에 대한 연구를 시작했고 모든 종류의 질병 치료의 만병통치약으로 여겨졌던 기나나무를 조사했고 《기나나무에 관한 연구》(El Arcano de la Quina)를 집필하게 된다.

## 식물학 원정대
무티스는 1763년 초반에 스페인의 카를로스 3세 국왕에게 그 지역의 동식물을 연구하기 위한 원정을 후원할 것을 제안했다. 그는 스페인 왕실의 인가를 받기 위해 20년을 기다려야 했지만 카를로스 3세 국왕은 1783년에 그의 탐험을 허가했다. 그 사이 무티스는 의학을 소홀히 하지 않고 상업적, 광물학적 프로젝트에 집중했다. 그는 또한 부왕령의 사회적, 경제적 조건을 연구했고 그의 동식물 수집을 계속 확장했다. 1772년 12월 19일에 사제 서품을 받은 무티스는 스페인과 다른 유럽의 과학자들, 특히 칼 린네와 정기적으로 서신을 주고받았다.
무티스는 1783년에 설립된 왕립 식물학 원정대를 25년 동안 이끌었다. 이 탐사선은 내륙으로 접근하기 위해 마그달레나강을 이용하여 다양한 기후를 가진 약 8,000km2에 달하는 유역을 탐사했다. 그는 각 종의 주변 환경과 그 유용성에 대한 데이터를 포함한 상세한 설명과 함께 현장에서의 샘플 채취를 포함하는 세심한 방법론을 개발했다. 이 과정에서 수백 개의 식물이 발견되고 묘사되었는데 8,000개 이상의 판과 지도, 서신, 메모, 원고가 스페인으로 보내졌다. 그를 주제로 한 박물관은 표본 처리된 식물 24,000점, 그의 제자들이 묘사한 식물 5,000점, 나무, 조개껍질, 수지, 광물, 가죽 수집품들로 구성되어 있다. 이 보물들은 105개의 상자에 담겨 스페인 마드리드에 안전하게 도착했는데 식물들, 원고들, 그림들은 식물원으로 보내졌고 그곳에서 그들은 도구 창고로 밀려났다.
스페인 왕립 식물학 원정대 본부는 2번에 걸쳐 이전했다. 처음에는 라메사(현재의 콜롬비아 쿤디나마르카주)를 기반으로 했으나 1783년 11월에 마리키타(현재의 콜롬비아 톨리마주)로 이전했다. 1791년에는 보고타로 이전했다. 이 과정에서 편집되지 않고 분석되지 않았기 때문에 많은 작품이 낭비되었다. 또한 스페인으로 옮기는 과정에서 원고와 판 사이의 조합이 손실되었다. 기나나무의 종과 품종에 대한 무티스의 연구는 지속적인 영향을 미쳤다. 그는 목성의 위성 일식 관측을 통해 보고타의 경도를 측정했으며 국립 천문대 건설에 큰 영향을 끼쳤다.
1762년 3월에는 로사리오 대학교에서 수학 교수로 취임하면서 코페르니쿠스 체계와 과학의 실험적 방법에 대해 설명하면서 교회와 대립하게 되었다. 그는 1774년에 종교 재판이 진행되기 이전에 코페르니쿠스의 원리와 자연철학, 현대의 뉴턴 물리학, 수학의 가르침을 옹호해야 했다. 1784년에는 스웨덴 왕립 과학 아카데미의 외국인 회원으로 선출되었다.
독일의 탐험가인 알렉산더 폰 훔볼트는 1801년에 아메리카 대륙을 탐험하던 도중에 무티스를 만났다. 훔볼트는 두 달 동안 무티스와 함께 지냈는데 그의 식물 수집품에 매우 감탄했다고 한다. 무티스는 1808년 9월 2일에 콜롬비아 보고타에서 향년 76세를 일기로 나이로 사망했다. 그의 식물학적 연구의 많은 부분이 소실되었거나 출판되지 않았기 때문에 그는 위대한 과학자가 아니라 과학과 지식의 위대한 선구자로 역사에 알려져 있다.

## 무티스가 각 분야에 끼친 영향
- 식물학: 자연에 서식하는 식물들을 연구한 무티스는 현재 스페인 마드리드 왕립식물원에 전시된 콜롬비아의 식물들을 수집했다.
- 언어학: 무티스는 스페인령 아메리카의 토착 언어들을 연구했다. 그는 카를로스 3세 국왕의 명령에 따라 다양한 언어의 일련의 기본적인 어휘들을 개발했다. 카를로스 3세 국왕은 세계의 모든 언어들에 대한 기념비적인 사전을 개발하기 위해 자신의 왕국에서 사용되는 모든 언어들에 대한 어휘를 제공해 달라는 러시아 제국의 예카테리나 2세 황제의 요청에 응답했다. 사전은 사실 출판되었지만 알파벳 순서로 편찬되었기 때문에 거의 참조할 수 없었다.
- 그 외의 과학 분야: 무티스가 그 외의 과학 분야에서 남긴 기여는 채굴과 럼주 증류와 같은 중요한 산업 과정을 포함한다.

## 유산
무티스의 초상화는 스페인에서 잘 알려져 있는데 그 이유는 1992년부터 2002년까지 스페인에서 발행된 2,000페세타 지폐 앞면에 사용되었기 때문이다. 이 지폐는 스페인의 아메리카 대륙 탐험을 기념하는 지폐 가운데 하나이기도 했다. 뒷면에는 그의 이름을 딴 꽃인 무티시아 클레마티스(Mutisia clematis)가 그려져 있다. 그의 초상화는 1983년부터 1992년까지 콜롬비아에서 발행된 200페소 지폐에도 등장했다.
콜롬비아 보고타에 위치한 호세 셀레스티노 무티스 식물원은 그의 이름을 딴 식물원이다. 이 식물원은 콜롬비아의 모든 기후 지역에 서식하는 식물군의 기후 통제 전시회를 포함하고 있다. 이 곳에서는 콜롬비아에서 가장 광범위한 5,000개의 난초 전시회도 열린다.
콜롬비아령 태평양 연안에 위치한 초코주의 도시인 바이아솔라노의 공식 명칭은 푸에르토무티스인데 이는 호세 셀레스티노 무티스의 이름을 딴 것이다. 이 곳에는 그의 이름을 딴 호세 셀레스티노 무티스 공항도 있다. 이 마을은 바예델카우카주 부에나벤투라 북쪽과 태평양으로 흘러드는 남아메리카에서 가장 큰 강인 산후안강의 북쪽에 위치한다.
1783년에는 에콰도르의 식물과 관련된 그림을 그리기 위해 비센테 알반을 고용했다. 프랑스 파리에 위치한 국립 자연사 박물관에 보관된 식물 표본 수집품은 알리시아 루르테이크에 의해 큐레이션되었다.